# Chrystus na krzyżu (obraz El Greca z Colegio)
Chrystus na krzyżu (Chrystus we krwi – el Cristo de la sangre) – obraz olejny hiszpańskiego malarza pochodzenia greckiego Dominikosa Theotokopulosa, znanego jako El Greco.

## Historia obrazu
Dzieło, wraz z siedmioma innymi obrazami, powstało na mocy testamentu patronki kolegium Marii de Cordoba y Aragon, zmarłej w 1593 roku. Patronka była damą do towarzystwa królowej Anny, ostatniej żony króla Hiszpanii Filipa II. Wykonawcy jej testamentu zlecili El Greco wykonanie obrazów ołtarzowych znanych później jako Retabulum doñi Marii de Aragón. Maria, jako fundatorka seminarium duchownego w Madrycie, zadbała o wyposażenie seminaryjnego kościoła. W czasie wojen napoleońskich budynek uległ zniszczeniu a Chrystus na krzyżu eksponowane jest obecnie w madryckim muzeum Prado.

## Opis obrazu
El Greco przedstawia ukrzyżowanego Chrystusa zgodnie z wizją św. Jana od Krzyża: Jezus wiszący na krzyżu ma wychudzone ciało, chude ramiona, a na głowie korona cierniowa rani jego czoło. Z ran spływa po ciele lub jak w przypadku rany z boku, tryska krew. Wokół krzyża zgromadziły się trzej aniołowie, którzy zbierają cenną krew, choć nie tradycyjnie w kielich, ale w dłonie. El Greco maluje je jako bezcielesne istoty odziane w szaty, ze świetlistymi skrzydłami czym nawiązują do burzliwego nieba. Anioł znajdujący się u stóp przedstawiony został w śmiałym skrócie perspektywicznym.
Po obu stronach krzyża stoją Matka Boska i Jan Ewangelista. Maria wznosi ku krzyżowi swoją twarz, ledwo widoczną z pod fałd płaszcza. Usta ma uchylone, wydaje się, że krzyczy z bólu. Jej sylwetka jest nienaturalnie wydłużona. Podobnie jest u Jana Ewangelisty, gdzie u wydłużonej spiralnie ku gorze postaci przekraczającej wszelkie proporcje, brak jest ciężkości; wydaje się, iż szaty podtrzymują sylwetkę świętego. W jego spojrzeniu widać ból; głowa odrzucona do tyłu powoduje że widoczne są rozchylone nozdrza szpiczastego nosa.
U dołu krzyża, obok anioła klęczy zrozpaczona Maria Magdalena. Ściera ona strugi krwi z drewna czym nawiązuje do motywu opisanego w Ewangeliach dotyczącego obmywania stóp Chrystusowych (J 12,3; Łk 7,37-48).